# 仏果沢橋
仏果沢橋（ぼっかざわばし）は神奈川県道64号伊勢原津久井線の途中、宮ヶ瀬湖上に架かるローゼ橋。厚木方面から来ると七曲橋の次、2番目に通るローゼ橋である。

## 概要
- 架設年 1991年（平成3年）
- 延長 99m
- 幅員 9m

## 位置
- 北緯35度30分34.34秒 東経139度15分1.59秒 / 北緯35.5095389度 東経139.2504417度
- 青野原［南東］ - 地理院地図
- 七曲橋 - Google マップ